# Comunidade Internacional Bahá'í
A Comunidade Internacional Bahá'í é uma organização não-governamental criada em 1948 para representar os Bahá'ís junto da Organização das Nações Unidas. A Comunidade Internacional Bahá'í funciona sob direcção da Casa Universal de Justiça, tem representações em mais de 180 países e territórios e possui estatuto consultivo junto dos seguintes organismos:
- Conselho Económico e Social (ECOSOC)
- Fundo das Nações Unidas para a Infância (UNICEF)
- Organização Mundial da Saúde (OMS)
- Fundo de Desenvolvimento das Nações Unidas para a mulher (UNIFEM)
- Programa das Nações Unidas para o Meio Ambiente (PNUMA)

A Comunidade Internacional Bahá'í possui escritórios na ONU em Nova Iorque e Geneva, e representações nas comissões regionais da ONU e outros escritórios em Addis Ababa, Bangkok, Nairobi, Roma, Santiago e Viena. Recentemente um escritório do Programa para o Meio Ambiente e outro para o Fundo de Desenvolvimento para a Mulher foi instituído como parte do Escritório da ONU. A Comunidade Internacional Bahá'í também empreendeu programas comuns de desenvolvimento em várias outras agências das Nações Unidas.
A Comunidade Internacional Bahá'í tem desenvolvido diversas actividades relacionadas com a construção da paz, direitos humanos, direitos das mulheres, educação, saúde e desenvolvimento sustentável.
Porque os ensinamentos de Bahá'u'lláh enfatizam a necessidade de um sistema de governação mundial, muitos Bahá'ís decidiram colaborar nos esforços para melhorar as relações entre países e povos junto de organizações como a Liga das Nações e a Organização das Nações Unidas.